# Indywidualne Mistrzostwa Europy Juniorów na Żużlu 1998
Indywidualne Mistrzostwa Europy Juniorów na Żużlu 1998 – cykl zawodów żużlowych, mających wyłonić najlepszych zawodników indywidualnych mistrzostw Europy juniorów do 19 lat w sezonie 1998. W finale zwyciężył Polak Rafał Okoniewski.

## Finał
- Krško, 18 lipca 1998

| Msc. | Zawodnik            | Kraj      | Pkt   |             |  |
| ---- | ------------------- | --------- | ----- | ----------- |  |
| 1    | Rafał Okoniewski    | Polska    | 15    | (3,3,3,3,3) |  |
| 2    | Aleš Dryml          | Czechy    | 13    | (3,3,1,3,3) |  |
| 3    | Hans Andersen       | Dania     | 12 +3 | (3,3,2,1,3) |  |
| 4    | Krzysztof Cegielski | Polska    | 12 +2 | (2,2,3,3,2) |  |
| 5    | Charlie Gjedde      | Dania     | 12 +1 | (3,2,3,3,1) |  |
| 6    | Aleš Dolinar        | Słowenia  | 9     | (1,3,0,2,3) |  |
| 7    | Mariusz Węgrzyk     | Polska    | 8     | (2,1,3,1,1) |  |
| 8    | Josef Franc         | Czechy    | 8     | (2,d,2,2,2) |  |
| 9    | Freddie Eriksson    | Szwecja   | 8     | (1,1,2,2,2) |  |
| 10   | Sebastian Smoter    | Polska    | 6     | (2,2,1,1,0) |  |
| 11   | Paweł Duszyński     | Polska    | 5     | (1,2,1,1,0) |  |
| 12   | Tomasz Chrzanowski  | Polska    | 4     | (u,d,1,2,1) |  |
| 13   | Krunoslav Zganec    | Chorwacja | 3     | (0,1,0,0,2) |  |
| 14   | Stephan Katt        | Niemcy    | 3     | (0,1,2,0,0) |  |
| 15   | Sándor Fekete       | Węgry     | 1     | (1,u,d,0,0) |  |
| 16   | Květoslav Šebela    | Czechy    | 1     | (0,0,0,0,1) |  |

## Bieg po biegu
1. Gjedde, Węgrzyk, Dolinar, Zganec
2. Dryml, Franc, Eriksson, Katt
3. Okoniewski, Cegielski, Fekete, Sebela
4. Andersen, Smoter, Duszyński, Chrzanowski (u)
5. Andersen, Cegielski, Węgrzyk, Franc (d)
6. Okoniewski, Gjedde, Katt, Chrzanowski (d)
7. Dryml, Smoter, Zganec, Fekete (u)
8. Dolinar, Duszyński, Eriksson, Sebela
9. Węgrzyk, Katt, Duszyński, Fekete (d)
10. Gjedde, Franc, Smoter, Sebela
11. Cegielski, Erikson, Chrzanowski, Zganec
12. Okoniewski, Andersen, Dryml, Dolinar
13. Dryml, Chrzanowski, Węgrzyk, Sebela
14. Gjedde, Eriksson, Andersen, Fekete
15. Okoniewski, Franc, Duszyński, Zganec
16. Cegielski, Dolinar, Smoter, Katt
17. Okoniewski, Eriksson, Węgrzyk, Smoter
18. Dryml, Cegielski, Gjedde, Duszyński
19. Andersen, Zganec, Sebela, Katt
20. Dolinar, Franc, Chrzanowski, Fekete
21. Bieg o miejsca 3-5: Andersen, Cegielski, Gjedde